# Marieke Westerhof
Marieke Aleida Westerhof (* 14. August 1974 in Denekamp) ist eine ehemalige niederländische Ruderin. 
Bei den Weltmeisterschaften 1995 in Tampere gewann der niederländische Achter die Bronzemedaille hinter den Booten aus den Vereinigten Staaten und aus Rumänien. Im Jahr darauf belegten die Niederländerinnen den sechsten Platz bei den Olympischen Spielen 1996 in Atlanta.
Nach einigen Jahren Pause kehrte die 1,86 m große Marieke Westerhof 1999 zurück in den niederländischen Achter und belegte den vierten Platz bei den Weltmeisterschaften. Im Jahr darauf gewann das niederländische Boot hinter den Rumäninnen die Silbermedaille bei den Olympischen Spielen in Sydney.

## Medaillen
- Weltmeisterschaften 1995: Bronze mit dem Achter (Tessa Appeldoorn, Femke Boelen, Anneke Venema, Marieke Westerhof, Muriel van Schilfgaarde, Meike van Driel, Tessa Knaven, Rita de Jong und Steuerfrau Jissy de Wolf)
- Olympische Spiele 2000: Silber mit dem Achter (Anneke Venema, Carin ter Beek, Nelleke Penninx, Pieta van Dishoeck, Eeke van Nes, Tessa Appeldoorn, Marieke Westerhof, Elien Meijer und Steuerfrau Martijntje Quik)